# Teilhardina magnoliana
Teilhardina magnoliana é o mais antigo primata conhecido da América do Norte, descoberto no estado do Mississippi. Atravessou a ponte terrestre a partir da Sibéria, possivelmente há mais de 55,8 milhões de anos, apesar de a data do fóssil ser ainda controversa. O animal pesaria aproximadamente 31 gramas.